# Isometria d'Ito
En matemàtiques, l'isometria d'Ito, que duu el nom de Kiyosi Ito, és un fet crucial sobre les integrals estocàstiques d'Ito. Una de les seves principals aplicacions és permetre el càlcul de variàncies de variables aleatòries que venen donades com integrals d'Ito.
Sigui {\displaystyle W:[0,T]\times \Omega \to \mathbb {R} } el procés de Wiener canònic en els nombres reals definit fins al temps {\displaystyle T>0}, i sigui {\displaystyle X:[0,T]\times \Omega \to \mathbb {R} } un procés estocàstic que és adaptat a la filtració natural {\displaystyle {\mathcal {F}}_{*}^{W}} del procés de Wiener. Llavors
{\displaystyle \operatorname {E} \left[\left(\int _{0}^{T}X_{t}\,\mathrm {d} W_{t}\right)^{2}\right]=\operatorname {E} \left[\int _{0}^{T}X_{t}^{2}\,\mathrm {d} t\right],}
on {\displaystyle \operatorname {E} } és l'esperança respecte la mesura clàssica de Wiener.
En altres paraules, l'integral d'Ito, com a funció de l'espai {\displaystyle L_{\mathrm {ad} }^{2}([0,T]\times \Omega )} de processos adaptats de quadrat integrable a l'espai {\displaystyle L^{2}(\Omega )} de variables aleatòries de quadrat integrable, és una isometria d'espais vectorials normats respecte les normes induïdes pels seus respectius productes escalars
{\displaystyle {\begin{aligned}(X,Y)_{L_{\mathrm {ad} }^{2}([0,T]\times \Omega )}&:=\operatorname {E} \left(\int _{0}^{T}X_{t}\,Y_{t}\,\mathrm {d} t\right)\end{aligned}}}
i
{\displaystyle (A,B)_{L^{2}(\Omega )}:=\operatorname {E} (AB).}
Com a conseqüència, la integral d'Ito respecta aquests productes escalars igualment, és a dir, es pot escriure
{\displaystyle \operatorname {E} \left[\left(\int _{0}^{T}X_{t}\,\mathrm {d} W_{t}\right)\left(\int _{0}^{T}Y_{t}\,\mathrm {d} W_{t}\right)\right]=\operatorname {E} \left[\int _{0}^{T}X_{t}Y_{t}\,\mathrm {d} t\right]}
per {\displaystyle X,Y\in L_{\mathrm {ad} }^{2}([0,T]\times \Omega )} .